# Heinrich Prescher
Johann Philipp Heinrich Prescher (* 19. November 1749 in Gaildorf; † 26. Mai 1827 in Gschwend) war ein deutscher Historiker. Er wurde durch seine Arbeit über die Geschichte der Reichsgrafschaft Limpurg bekannt.

## Leben
Nach dem Besuch des Lyzeums in Nördlingen studierte Prescher in Halle und später in Leipzig Theologie. Bereits als Vikar in Eutendorf bei Gaildorf sammelte er Material über die limpurgische Geschichte. Von 1777 bis zu seinem Tod war er Pfarrer von Gschwend.
Sein Hauptwerk ist die 1789/90 erschienene zweibändige Geschichte und Beschreibung der zum fränkischen Kreise gehörigen Reichsgrafschaft Limpurg.
Prescher stand unter anderem mit Johannes Lämmerer, Justinus Kerner, Ludwig Uhland und Johann Gottfried Pahl in Kontakt.
Der Orgelbauer Paul Prescher war wohl sein Urgroßvater.

## Ehrung
In Gschwend trägt die Heinrich-Prescher-Schule seinen Namen.